# Inundació dels Països Baixos del 1953
L 'Inundació dels Països Baixos el 1953 (en neerlandès De Watersnood, "La inundació") va tenir lloc la nit del 31 de gener a l'1 de febrer de 1953. Diversos dics en les províncies de Zelanda i Holanda del Sud van ser incapaços de contenir la combinació d'una marea viva i una severa tempesta del nord-oest. Grans porcions de terra, tant a les illes costaneres com en el continent, van resultar completament inundades. Van morir 1.835 persones, així com nombrosos caps de bestiar. Encara avui en dia moltes persones recorden les víctimes de la catàstrofe cada 1 de febrer.

## Circumstàncies climatològiques

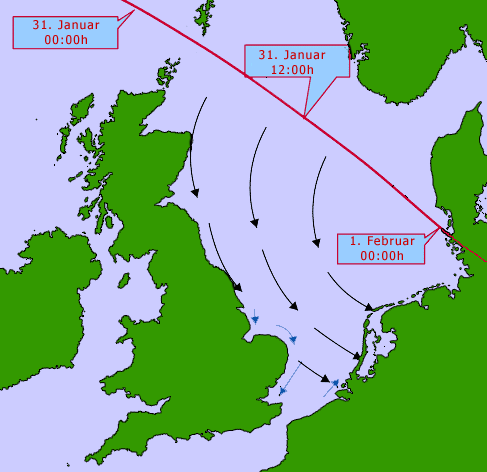
Trajectòria de la tempesta que va provocar la inundació.

Independentment del mal estat dels dics a la zona del Delta (una àmplia zona que comprèn les desembocadures del Rin, el Mosa i l'Escalda), la inundació es va deure principalment a una tràgica combinació de diverses circumstàncies climatològiques adverses.
Una borrasca formada al sud d'Islàndia el 30 de gener es desplaça en direcció a Escòcia, augmentant en força fins a adquirir característiques d'huracà l'endemà, 31 de gener. Impulsada per un front tempestuós es dirigeix sobre l'Mar del Nord cap a la costa holandesa, en aquest moment en plena marea alta. La combinació de tempesta huracanada amb la plenamar provoca que en alguns punts de la costa l'aigua flueixi cap a terra ferma per sobre dels dics.
A la tarda del 31 de gener la tempesta segueix reforçant-se, amb vents de força 11 (a la costa holandesa es mesuren vents de força 10). Al sud-oest d'Holanda es mesuren vents sostinguts de força 9 durant 20 hores. La força de la tempesta és tal que impedeix a la mar retirar seguint el seu cicle normal, i per això no es produeix una veritable baixamar.
Poc després de la mitjanit es produeix el major efecte de la tempesta sobre el nivell del mar: 3,10 metres d'elevació sobre el nivell del mar. Tres hores més tard es produeix una marea viva, que combinada amb la força del vent, produeix el nivell més alt de l'aigua: 4,55 metres per sobre del nivell del mar.
Els dics no estan preparats per a aquestes condicions, i cap a les 3 de la matinada es produeixen les primeres ruptures. Els reforços dels dics, efectuats en la part externa (on s'esperava que el mar pogués causar grans danys), no serveixen: l'aigua flueix per sobre dels dics, soscavant per la part interior, fins que la força del mar els trenca. Van resultar danyats 187 quilòmetres de dics, i un total de 89 dics van resultar trencats.
La fortuna va voler que els vents més potents bufessin tres hores abans de la marea viva, i no al mateix temps, en aquest cas els danys haurien estat encara més grans.

## La força destructora de la mar

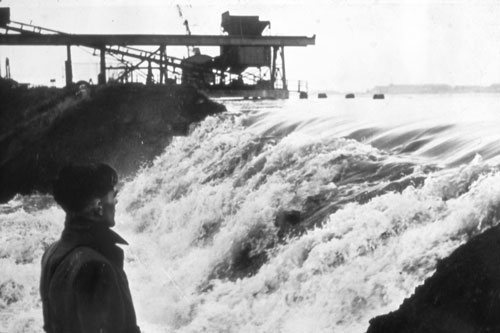
La inundació també va afectar altres països. La imatge mostra una bretxa en una barrera costanera al Regne Unit.

Moltes persones són despertades al mig d'una nit de terror per l'aigua. Tancats en les seves pròpies cases, no poden comptar amb ajuda externa. Moltes cases són enderrocades per la força de l'aigua i la poderosa tempesta. Els enllaços telefònics i per ràdio són tallats.
Un testimoni relata com es desperta en sentir un soroll a la planta baixa, i al baixar per les escales, amb la lluna plena, veu amb horror com l'aigua arriba a l'alçada del centre de les finestres. Mentre puja ràpidament a despertar la seva dona, l'aigua trenca les finestres i entra a la casa amb fúria.
El matí de l'1 de febrer arriba per fi la marea baixa, i el nivell de l'aigua baixa moderadament. Algunes persones aprofiten l'oportunitat per fugir a zones més elevades, o per pujar a la teulada. Es desenvolupen algunes accions de salvament individuals amb pots, portant gent a zones més segures. La catàstrofe és encara desconeguda fora de la zona, a causa de la destrucció dels sistemes de comunicacions.
La situació empitjora de nou en les primeres hores de la tarda de l'1 de febrer, amb la següent plenamar. Aquesta marea és la que es va cobrar més vides: els dics ja trencats no poden contenir l'aigua, que arriba a una altura encara més gran. Moltes cases que havien resistit el primer embat, s'ensorren ara. Persones i bestiar són arrossegats per l'enorme massa d'aigua. Testimonis pujats a la teulada de casa seva narren com algun familiar cau a l'aigua i és arrossegat, sense poder fer res. Els que sobreviuen a l'aigua s'agafen a qualsevol objecte flotant, amb l'esperança de ser rescatats o aconseguir alguna zona segura. Per a molts l'ajuda no arribarà a temps, i per a altres arriba una nit freda i aterridora.

## Accions de salvament

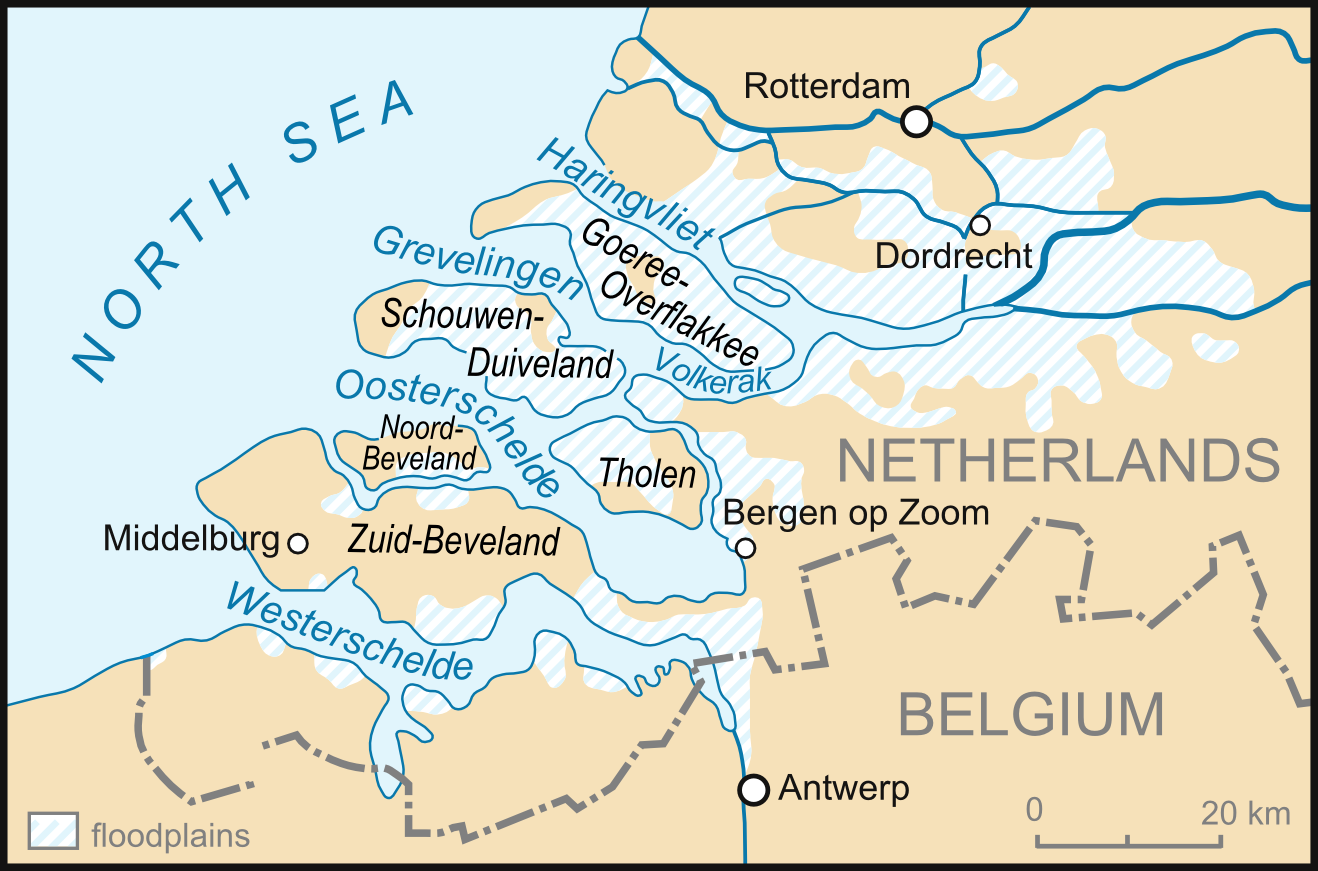
Àrees inundades.

### Groenendijk
Després de la ruptura de múltiples dics a la zona del delta, la situació es va tornar crítica en Holanda del Sud, entorn del riu IJssel Holandès. El dic d'aquest riu era l'únic que protegia de la fúria del mar i la tempesta a més de tres milions d'habitants de les dues províncies holandeses.
El dic va aconseguir aguantar la major part del temps, encara que en una secció coneguda com a Groenendijk la situació va ser crítica, ja que no estava reforçada amb pedra, i amenaçava de trencar-se davant l'enorme pressió de l'aigua. Cap a les 5:30 del matí de l'1 de febrer, el dic va cedir.
L'aigua del mar entrava sense impediment en les extremadament baixes terres d'Holanda del Sud. En una última acció desesperada, l'alcalde de Nieuwerkerken va ordenar al propietari del vaixell De Twee Gebroeders que el portés fins al forat al dic. El pla va funcionar, i el vaixell va quedar atrapat taponant el trencament del dic.

### Assistència humanitària
El dilluns 2 de febrer, usant helicòpters de reconeixement, es fa evident la gravetat de la situació i es posa en marxa l'ajuda per a les zones afectades a gran escala. S'usen helicòpters per llançar articles de primera necessitat i sacs de sorra. Altres països ofereixen ajuda: Bèlgica, el Regne Unit, els Estats Units, Canadà, Dinamarca i França envien ajuda material i efectius militars. Comencen les primeres evacuacions.
El 3 de febrer hi ha ja 12.000 homes treballant per pal·liar els danys, i a la tarda es pot donar el desastre (però no els seus efectes) per finalitzat: la tempesta amaina i el compte de víctimes mortals s'atura. Encara queden persones atrapades en algunes zones, però són rescatades en poc temps. En pocs dies es completen les evacuacions de les zones inundades o perilloses, i comencen les tasques de restauració de les zones danyades i dels dics.
Tant des de l'estranger com des dels propis Països Baixos es reben quantitats ingents de béns per ajudar les víctimes, fins al punt que en pocs dies els magatzems destinats a ells se saturen. El 4 de febrer la Creu Roja emet un comunicat demanant a la població que deixi d'enviar roba i mobles.

## Conseqüències
Les conseqüències de la catàstrofe van ser enormes. 1.835 persones van perdre la vida durant la inundació (864 a Zelanda, 247 a Brabant del Nord, 677 a Holanda del Sud i 7 en Holanda del Nord). Altres 40 persones van morir temps més tard a conseqüència del desastre.
200.000 caps de bestiar boví, porcí i cavallí (entre altres) van perdre la vida, i gairebé 200.000 hectàreas resultar inundades.
A conseqüència de l'aigua salada del mar, les terres cultivables van quedar inutilitzades per molt de temps. 3.000 habitatges i 300 granges van ser destruïdes, i altres 40.000 cases i 3.000 granges van resultar danyades, sovint per restes de fusta flotants. 72 000.personas es van veure obligades a abandonar les seves cases i van ser evacuades a àrees segures.

## Altres països afectats

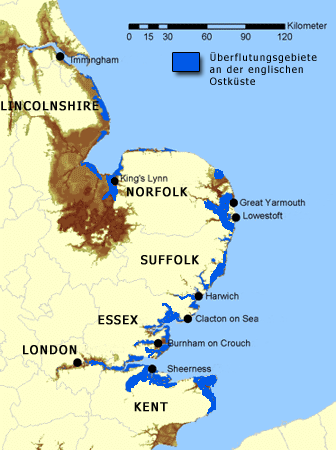
En blau, les zones inundades a Gran Bretanya.

### Regne Unit
La tempesta va provocar també nombrosos danys a la costa oriental de Regne Unit. Les defenses costaneres van resultar danyades o trencades al llarg de 1.600 km, i més de 1000 km² van resultar inundats, pel que va ser necessari evacuar unes 30.000 persones. Més de 24.000 cases van resultar danyades. S'estima que van morir 307 persones, entre les quals hi ha les víctimes del naufragi del transbordador Princess Victoria, que es va enfonsar aquesta nit causant la pèrdua de 133 vides.

### Bèlgica
A Bèlgica es van registrar menys danys: unes 4.400 hectàrees resultar inundades, gran part a l'interior, a la rodalia d'Anvers. 25 persones van perdre la vida al país.

## El Pla Delta
Vint dies després del desastre es va crear la Comissió del Delta, amb la missió d'estudiar un pla d'infraestructures per al delta del Rin que garantís la seguretat en el futur. Una condició del pla és que l'obertura al mar dels ports de Rotterdam i Anvers havia de ser salvaguardada.
Els treballs del Delta van durar més de 40 anys, i es van considerar conclosos el 1997.